# Révész Bertalan
Révész Bertalan (Iske, 1935. május 14. – 2020. január 23. vagy előtte) irodalomtörténész, egyetemi docens.

## Életpályája
Előbb Pozsonyban a pedagógiai iskolában tanult, majd a Rozsnyói Pedagógiai Gimnáziumban érettségizett 1956-ban. 1960-ban magyar–szlovák tanári szakon végzett a pozsonyi Pedagógiai Főiskolán. 1960–2004 között a nyitrai Pedagógiai Főiskola Magyar Nyelv és Irodalom Tanszékének oktatója volt, 1974–1980, 1985–1989 és 1992–1994 között tanszékvezetőként. 
Közéleti tevékenységet a Csemadokban folytatott. Kétszer volt elnöke a nyitrai területi választmánynak, hozzájárult az érsekújvári Czuczor Napok rendezvénysorozat sikeréhez. Tagja volt a Csemadok Országos Választmányának, 1989 februárjában aláírója a „harminchármak” dokumentumának.
Elsősorban a magyar reformkor irodalmával, illetve Czuczor Gergely munkásságával foglalkozott. Főiskolai jegyzetet írt, és cseh és szlovák nyelvből tankönyveket fordított. Nyitragerencséren élt.

## Művei
- A magyar romantika irodalma; SPN, Bratislava, 1977 (Vysokoškolské učebné texty)
- Révész Bertalan–Gilányi Sándor: Irodalmi nevelés. Az alapiskola 7. oszt. számára. Kísérleti tankönyv; SPN, Bratislava, 1978
- 1992 A magyar nemzettudat zavarai a Zoboralján
- 1993 Czuczor Gergely költői pályája 1830-ig
- Anyanyelv, iskola, nemzettudat; Lilium Aurum, Dunaszerdahely, 1999
- 1999 Czuczor Gergely: Szabad népek valánk, s azok legyünk... (szerk.)
- 2001 Czuczor Gergely költészete az 1820-as években